# Natalia Menéndez
Natalia Menéndez Miquel  (Madrid, 1967) es directora de escena, dramaturga, actriz y gestora cultural española. Hasta el 6 de noviembre de 2023 fue directora artística del Teatro Español y las  Naves de Matadero de Madrid.
Licenciada y Master en Arte Dramático en la especialidad de Dirección Escénica y Diplomada en Arte Dramático, especialidad en Interpretación por la Real Escuela Superior de Arte Dramático de Madrid (RESAD). En 1987 comienza su carrera profesional como actriz.  
En teatro atesora una amplia experiencia a las órdenes de directores como Jesús Cracio, Guillermo Heras, Miguel Narros, Gerardo Malla o Jorge Lavelli, donde destaca la interpretación de textos clásicos como Don Juan de Molière (2003), La doble inconstancia de Marivaux (1995), La discreta enamorada (1994) de Lope de Vega o El desdén, con el desdén (1992) de Agustín Moreto, a menudo invitada por la Compañía Nacional de Teatro Clásico. También ha sido dirigida por su padre, el actor Juanjo Menéndez, y su tío, Jean-Pierre Miquel, director de la Comédie Française.  
En su repertorio más contemporáneo destacan Eslavos de Tony Kusner (2001) o Nosferatu de Francisco Nieva (1994). 
En cine ha trabajado con directores como Carlos Saura, Emilio Martínez Lázaro o Juan Sebastián Bollaín, en televisión con Diana Álvarez, Carlos Serrano, Adolfo Marsillach, Eva Lesmes, Pepe Ganga, Jaime Botella, Toni Sevilla o Manuel García Paino, entre otros.
A lo largo de su carrera ha dirigido una cuarentena espectáculos en teatro, música, ópera de cámara y zarzuela, tanto en España como en América. 
Dirige Comida de Matin Van Velduizen para el Festival de Otoño (1999), Don Juan Tenorio de Zorrilla en versión de Yolanda Pallín para Clásicos en Alcalá (2004), El invierno bajo la mesa de Roland Topor para el CDN (2005), donde también estrenó Realidad de Tom Stoppard (2010), Las cuñadas de Michel Tremblay para el Teatro Español (2008), Tantas Voces de Pirandello para las Naves del Español (2009), donde repetiría años después con La amante inglesa de Marguerite Duras (2013) o No feu bromes amb l´amor de Alfred de Musset para el Teatro Nacional de Cataluña (2015).
Entre sus últimas producciones cabe destacar, La Villana de Amadeo Vives para el teatro de La Zarzuela (2017), Tebas Land de Sergio Blanco para el Pavón Teatro Kamikaze (2017), Mi niña niña mía de Amaranta Osorio e Itziar Pascual en el Teatro Español (2019) o Tres sombreros de copa de Miguel Mihura para el CDN (2019). 
En Colombia ha dirigido Tejiendo la Paz (2016), y en Uruguay Tartufo, un impostor (2018) para la Comedia Nacional, y El pequeño poni de Paco Bezerra para Teatro El Galpón  (2019). En Rusia La vida es sueño en el Electrotheatre de Moscú.
En su obra explora de manera recurrente la injusticia, retratada de manera amplia y poliédrica a través del abuso, el maltrato o la violencia. Lleva años trabajando por una estética de la no violencia – alejada de la idea de lo débil, lo inocente o lo cursi – donde la alegría o el amor suelen ser caminos soñados, siempre de la mano del humor y el color en sus múltiples variantes. 
Es autora de textos como Llevarnos lo malo (2000) o Querido Mozart (2006). Ha publicado el libro de relatos A voces (2003) y la novela Clic (2011). También ha versionado o adaptado una docena de textos como Tartufo, un impostor de Molière, La cantante calva de Ionesco, Se van los días de Jon Fosse, Las falsas confidencias de Marivaux o Tres versiones de la vida, de Yasmina Reza. Además ha colaborado más de diez años como dramaturga de danza junto a 10 &10 Danza.
En paralelo a su faceta como creadora, Natalia desarrolla una prolífica labor pedagógica en torno a la interpretación, el análisis de textos y la dirección. Desde 2001 ha impartido numerosos cursos, talleres y conferencias en Europa, América, África y Asia.
En el terreno de las artes plásticas ha realizado comisariados y direcciones artísticas de exposiciones como A tres bandas inaugurada en Bogotá (SEACEX), 1812: El poder de la palabra (AC/E), inaugurada en Cádiz  o Arte y Naturaleza en la prehistoria (AC/E), inaugurada en Madrid. La última: "440 años de Teatro Español. El más antiguo de Europa", en Madrid.
A lo largo de su trayectoria ha sido reconocida con galardones como el Premio Chivas a la mejor dirección novel por El invierno bajo la mesa (2006) o los premios Ojo Crítico y Ágora del Festival de Almagro por La discreta enamorada, ambos en 1996. Obtiene la medalla Celcit en 2013 por su labor al frente del Festival de Almagro, y en 2017 ingresa en la Orden Civil de Alfonso X el Sabio, en la categoría de Encomienda.
A finales de 2020 ha recibido el rango de "chevalier de l'ordre des Arts et des Lettres", Orden ministerial de la República Francesa .

## Dirección Escénica
- 2025 El zoo de cristal  a partir deTennessee con la dramaturgia de Natalia Menéndez, producción Teatro Arriaga. Estrenado en Teatro Arriaga de Bilbao.
- 2024 Cortázar en juego  a partir de textos deJulio Cortázar con la dramaturgia de José Sanchis Sinisterra y Clara Sanchis, producción Entrecajas. Estrenado en Teatro de la Abadía de Madrid.
- 2024 Dream. Creación Israel Galván (coreografía) y Natalia Menéndez (idea). Una coproducción Teatro Español e Israel Galván Company. Estrenado en el Teatro Español de Madrid.
- 2023 Uz, el pueblo. de Gabriel Calderon. Adaptación de Natalia Menéndez. Una coproducción Teatro Español y Entrecajas Producciones. Estrenado en el Teatro Español de Madrid.
- 2022 Queen Lear de Juan Carlos Rubio. Colaboración Natalia Menéndez, coproducción Teatro Español y Producciones Entrecajas. Estrenado en Teatro Español de Madrid.
- 2021 La vida es sueño  de Calderon de la Barca. Traducción Natalia Van Hanen. Coproducción Electrotheatrestanislavsky[10] y Teatro Español. Estrenado dentro del Festival Territory de Moscú[11] en el Electric Theatre Stanislavsky de Moscú, Rusia.
- 2021 Despierta[12] de Ana Rayo. Coproducción: Barco Pirata y Teatro Español. Estrenado en el Teatro Español, Madrid, España
- 2021 Las dos en punto de Esther F. Carrodeguas, coproducción Teatro Español y Octubre Producciones. Estrenado en Naves del Español en Matadero.
- 2020 El salto de Darwin de Sergio Blanco, coproducción Teatro Español y Entrecajas. Estrenado en Naves del Español en Matadero.
- 2020 Alegría Station de Elena María Sánchez, coproducción Teatro Español, Teatro Julio Mario Santo Domingo, Teatro Azul y Pérez & Goldstein. Estrenado en en Bogotá, Colombia.
- 2020 El vergonzoso en palacio[13] de Tirso de Molina, producción Compañía Nacional de Teatro Clásico
- 2019 El pequeño poni[14]de Paco Bezerra para el Teatro El Galpón de Montevideo, Uruguay.
- 2019 Tres sombreros de copa[15]de Miguel Mihura para el Teatro María Guerrero, producción CDN.
- 2019 Mi niña, niña mía[16] de Amaranta Osorio e Itziar Pascual Ortiz. Producción Teatro Español de Madrid. Estrenado en la sala Margarita Xirgu.
- 2018 Tartufo, un impostor[17] una versión de Natalia Menéndez. Producción Comedia Nacional. Estrenado en el Teatro Solis de Montevideo.
- 2017 Tebas Land[18] de Sergio Blanco. Producción de Salvador Collado. Estrenada en el Teatro Palacio Valdés de Avilés.
- 2017. La villana[19][20] de Amadeo Vives. Producción Teatro de la Zarzuela, Madrid.
- 2016. Tejiendo la paz dramaturgia de María Elena Sánchez. Para el día mundial de la Paz. Producido por el Teatro Colón y Ministerio de Cultura de Colombia. Plaza Simón Bolívar de Bogotá, Colombia
- 2015. No feu bromes amb l´amor de Alfred de Musset. Teatro Nacional de Cataluña, Barcelona
- 2013. La amante inglesa de Marguerite Duras. Adaptación y Dirección. El Matadero,  Madrid
- 2010. Realidad de Tom Stoppard. Centro Dramático Nacional.
- 2009. 2 Delirios (Variaciones sobre Shakespeare). Teatro musical de creación actual. Textos: José Sanchis Sinisterra y Música de Alfredo Aracil. Estrenado en los Teatros del Canal.
- 2009. Tantas voces... de Luigi Pirandello. Producciones Andrea D'Odorico. Naves del Matadero, Madrid.
- 2008. Música clásica de Ruperto Chapí, para el Teatro de la Zarzuela, estrenado en el Teatro de la Zarzuela, Madrid.
- 2008. Las cuñadas de Michel Tremblay, versión de Itziar Pascual. Teatro Español.
- 2007. Don Juan Tenorio de Zorrilla, itinerante en Vegueta, Las Palmas de Gran Canaria 2007.
- 2007.La duda de John Patrick Shanley, Vorágine producciones, estrenado en el Teatro Principal de Alicante.
- 2007. El curioso impertinente de Guillén de Castro para la C.N.T.C estrenado en el Teatro Principal de Alicante.
- 2006. Querido Mozart, escrito y dirigido para RNE y la Casa Encendida.
- 2006. Don Juan Tenorio de Zorrilla, itinerante en Vegueta, Las Palmas de Gran Canaria.
- 2006. Tres versiones de la vida[21] de Yasmina Reza, Vorágine producciones, estrenado en el Teatro Palacio Valdés, de Avilés.
- 2006. Están de atar de varios autores, DD&Duskon producciones, estrenado en Almería.
- 2005. Don Juan Tenorio de Zorrilla, itinerante en Vegueta, Las Palmas de Gran Canaria.
- 2005. El invierno bajo la mesa de Roland Topor para el CDN en el Teatro María Guerrero, Madrid.
- 2004. Don Juan Tenorio de Zorrilla, versión de Yolanda Pallín, en Alcalá de Henares.
- 2001. Hoy no puedo ir a trabajar porque estoy enamorado, de Íñigo Ramírez de Haro, estrenado en el Teatro Guimerá de Santa Cruz de Tenerife.
- 1999. Comida, de Matin Van Velduizen, estrenado en el Festival de Otoño, Círculo de Bellas Artes de Madrid.
- 1996. El ascensor, de Emeterio Díez, en el Festival de Primavera en la Sala Triángulo de Madrid

### Dirección de lecturas dramatizadas
2018. El ala quebradiza de la mariposa de Santiago Sanguinetti para la Casa de América. Madrid
2015. Ahmed en el laberinto de Ignacio del Moral para el NTF, Le Monde Diplomatique y la Casa Encendida. Madrid
2004. Escuadra hacia la muerte, de Alfonso Sastre, en la Universidad Carlos III de Madrid. 
2003. Triple entente, de Yolanda Pallín en el 20 aniversario del Instituto de la mujer, en el Círculo de Bellas Artes de Madrid.
2001. El glaciar, de Manuel Lourenzo, en la S.G.A.E. de Madrid. 
- Cuernos, de Joaquín Leguina, edición Alfaguara, en el Círculo de Bellas Artes de Madrid.

2000. Extraño anuncio, de Adolfo Marsillach, en el Círculo de Bellas Artes de Madrid. 
- Cada vez que ladran los perros, de Fabiano Rubiano, en la Casa de América de Madrid.

1998. La mirada, de Yolanda Pallín, en la S.G.A.E. de Madrid. 
1997. Miauless, de Itziar Pascual, en la R.E.S.A.D. de Madrid. 
1994. La absolución de Thomas Bernhard en el Círculo de Bellas Artes, co-dirección con Eduardo Vasco.

### Codirección escénica
2002. Enric Majó, en el recital Que Eros es, dramaturgia de Manuel Lagos, estrenado en el Teatro Pérez Galdós de Las Palmas de Gran Canaria. 
2000. Israel Reyes de la obra Cariño, de Alan Ayckbourn, estrenado en el Teatro C.I.C.C.A., en Las Palmas de Gran Canaria.

### Ayudante de dirección
2005. De Jean Luc Maeso con el espectáculo Las mil y una noches de Sicilia, Morente y Goytisolo, estrenado en el Auditorio Alfredo Kraus de Las Palmas de Gran Canaria, gira por Jordania y Egipto. 
2003. De Jean-Pierre Miquel con la obra Dom Juan, de Molière, para la CNTC, Estrenado en el Teatro Principal de Alicante.
1994. De Miguel Bosé, con la obra Los bosques de Nyx de Javier Tomeo, estrenado en el Festival de Mérida. 
1990. De Juanjo Menéndez, con la obra Oportunidad, bonito chalet familiar, de Juan José Alonso Millán, en el Teatro Maravillas de Madrid. 
1990 – 1991. De los programas J M y La merienda, en Antena 3 TV. 
1990. De Jacques Lasalle con la obra L´émission de télèvision de Vinavaire, en la Comédie-Française de París. 
1989. De Jean-Pierre Miquel con la obra Le souper de Jean-Claude Brisville en el Teatro Montparnasse de París.

### Otras actividades de dirección
2004. El rescoldo de Joaquín Leguina en la Feria del Libro, Madrid 
2003. Preparadora de diálogos en la película Incautos, dirigida por Miguel Bardem. 
2002. Por encima de toda sospecha de Joaquín Leguina, ediciones Témpora, teatro Albéniz. 
2002. Preparadora de diálogos en la película Utopía dirigida por María Ripoll, Alquimia Producción.
1998. Ayudante de dirección en La mujer oriental, dirigido por Miguel Hermoso dentro de la serie La mujer de tu vida. 
1998. Concierto de Patricia Kraus y Daniel Assante (Festival Womad-Canarias 98).

## Actriz

### Teatro
- 2024. Dirección de Jorge Torres. Canciones de amor, desamor y de piratas[22] de Xavier Alberti sobre textos de Bécquer, Espronceda, Guimerá, Rosalia de Castro, Zorrilla, Producción CNTC.
- 2004. Qué Eros es, recital poético (Galileo + Gira).
- 2003. Dirección de Jean-Pierre Miquel (C.N.T.C + Gira), Dom Juan de Molière.
- 2001. Dirección de Jorge Lavelli (C.D.N) Eslavos de Tony Kusner.
- 2000. Coreografía de Mónica Runde. 10 & 10 danza, Llevarnos lo malo[2] de Natalia Menéndez.
- 1997. Dirección de José Luis Raymond (C.N.N.T.E + Gira), Grita creación colectiva.
- 1996. Dirección de Miguel Bosé (Festival de Mérida + Gira), Los bosques de Nyx de Javier Tomeo.
- 1993-1995. Dirección de Miguel Narros (C.N.T.C + Gira) La doble inconstancia de Marivaux y La discreta enamorada de Lope de Vega, Producción Andrea D'Odorico.
- Dirección de Guillermo Heras (C.N.N.T.E), Nosferatu de Francisco Nieva.
- 1992-1993. Dirección de Gerardo Malla (C.N.T.C + Gira), El desdén, con el desdén de Agustín Moreto.
- 1990. Dirección de Juanjo Menéndez, Oportunidad, bonito chalet familiar de Juan José Alonso Millán.
- 1987-1989. Grupo Tres (Gira), Una puerta y un portazo, La Tuta y la Ramoneta, Hay que ver que me gustan las flores.
- 1987. Dirección de Jesús Cracio (C.N.T.E+ T. Alfil + Gira), Que no de Raymond Queneau.
- 1987. Dirección de José Diez (Gira), ¡Oh Penélope! de Gonzalo Torrente Ballester.

### Televisión
Ha trabajado con los directores: Diana Álvarez, Domingo Serrano, Carlos Serrano, Adolfo Marsillach, Miguel Ángel Díez, Pablo Ibáñez, Eva Lesmes, Pepe Ganga, Jaime Botella, Raúl de la Morena, Toni Sevilla, Rafael de la Cueva, Manuel Estudillo, Iñaki Peñafiel y Paíno entre otros. 
También ha trabajado en series como La casa de los líos (1995-1999), Hermanos de leche, El comisario, Sí señor, Código fuego, Diez en Ibiza, Maitena: Estados alterados, La sonata del silencio, etc.

### Cine
Ha trabajado con los siguientes directores: Carlos Saura, Emilio Martinez Lázaro, Juan Sebastián Bollaín y Frédéric Schoendoerffer.

## Escritura
- 2025. Adaptación El zoo de cristal de Tennessee Williams, Teatro Arriaga, Estrenada en Teatro Arriaga en Bilbao
- 2022. Adaptación Uz, el pueblo de Gabriel Calderon, Teatro Español y Sala Villarroel, Estrenada en Naves del Español en Matadero
- 2022. Colabora en Queen Lear,[23] junto a Juan Carlos Rubio Estrenada en Teatro Español, Madrid.
- 2018. Versión Tartufo, un impostor de Molière, Comedia Nacional, Montevideo, Uruguay
- 2018. participa en la versión de Amor es más laberinto de Sor Juana Inés de la Cruz, junto con el Teatro de la Rendija, Mérida, México
- 2017. Adaptación La cantante calva de Ionesco, Pentación, dirección Luis Luque
- 2015 Adaptación de Se van los días de Jon Fosse.
- 2012. Adaptación de La amante inglesa, de Marguerite Duras Estrenada en Naves Matadero, Madrid.
- 2012. Publicación de Tres versiones de la vida[24] deYasmina Reza por Alba ediciones.
- 2011. Clic.[25] Novela publicada por Ellago ediciones.
- 2007. Adaptación de La duda de John Patrick Shanley, Vorágine producciones, estrenado en Alicante.
- 2006. Querido Mozart[3], escrito y dirigido para RNE y la Casa Encendida.
- 2006. Adaptación de Tres versiones de la vida de Yasmina Reza, estrenado en Avilés.
- 2005. Traducción del Invierno bajo la mesa estrenado en el CDN, Teatro Cuyas y gira.
- 2004. Traducción y edición crítica de Las falsas confidencias de Marivaux, editorial Cátedra, grupo Anaya.
- 2003. A voces, libro de relatos, publicado por Ellago Ediciones.
- 2001. Cinco poemas para la coreografía de Pedro Berdäyes Margaritas ante porcos, dentro del programa “X” de 10 & 10 danza.
- 2000. Llevarnos lo malo, estrenado por la coreógrafa y bailarina Mónica Runde en Festival La Alternativa, Madrid y gira.
- 1999. Aquí, allí, allá relato publicado en la revista Escena.

Traduce artículos para la revista A.D.E.
- 1995. Ensayo Sólo quedan burbujas (Textos y Ensayos Teatrales R.E.S.A.D.)
- 1986. Cofundadora de la revista Ojalight en la R.E.S.A.D

## Otras actividades
2023. Imparte taller de dirección escénica en  Laboratorio William Layton (Madrid) e imparte taller de interpretación en Azarte
2023. Dirección artística en la Exposición: "440 años de Teatro Español. El más antiguo de Europa" Comisario Eduardo Pérez Rasilla. Madrid, España
2020. Comisariado en la Exposición: "130 años de maquetas en el Teatro Español. El valor de la mano" . Madrid, España
2018. Imparte taller de verso en Málaga (España) y en Mérida (México)
2016. Imparte un taller de interpretación sobre el siglo de Oro en INAE, Uruguay.
2015. Directora artística de la exposición Arte y naturaleza en la prehistoria. La colección de calcos de arte rupestre del MNCM, comisaria Begoña Sánchez. AC/E. Inaugurada en Madrid.
2015. Imparte un taller de interpretación sobre el siglo de Oro en Royal School of drama de Delhi, India.
2015. Directora artística de la exposición "Arte y naturaleza en la prehistoria". AC/E. Inaugurada en el Museo de Ciencias Naturales de Madrid.
2014. Imparte un taller de interpretación sobre autoría en el siglo XX español en el Teatro Arriaga.
2013. Imparte un taller de interpretación sobre el siglo de Oro en La Universidad La Católica de Santiago de Chile. 
2013. Imparte un taller de interpretación sobre autoría en el siglo XX español, para Azarte, Madrid. 
2012. Directora artística de la exposición 1812: El poder de la palabra. Los diputados americanos en las Cortes de Cádiz, comisario Manuel Chust Calero. AC/E. Inaugurada en Cádiz.
2011. Imparte un taller de verso en el Instituto del Teatro de Barcelona. 
2010. Directora artística de la exposición A tres bandas, comisario Albert Recasens. SEACEX. Inaugurada en Bogotá (se exhibió durante 4 años por Iberoamérica)
2009. Imparte un taller de interpretación con la Compañía Nacional de Teatro Clásico. 
2009. Dramaturgia de la coreografía de Mónica Runde Ginkgo (warum?) en el teatro Balletmagdeburg, Alemania. 
2008. Coordinación escénica de Seacex para la inauguración de la exposición La noche española: flamenco, vanguardia y cultura popular 1865-1936 en el Petit Palais de París.
2008. Talleres intensivos de interpretación La palabra en el cine en la Central de Cine, Madrid.
2008. Imparte un taller de interpretación sobre la autoría española del siglo XX para la Unión de Actores.
2007. Imparte un taller de interpretación sobre el exilio y la emigración en el Teatro San Ginés de Santiago de Chile con 10&10 Danza a través de SEACEX.
2005. Imparte un curso de interpretación en el Primer Festival Tánger sin fronteras a través del Ministerio de Cultura y el Instituto Cervantes. 
2005. Taller de análisis de texto en el Laboratorio de William Layton de Madrid.
2005 y 2004. Coordinadora de escenario en el festival de música Fuertemúsica en Fuerteventura. 
2001. Imparte un curso de interpretación en la Escuela de Arte Dramático de Marruecos de Rabat a través del Ministerio de Cultura y el Instituto Cervantes.
1989. Ayudante de prensa en la productora MK2, París. 
1990-91. Ayudante de producción de los programas J M y La merienda en Antena 3 Televisión.
1998 – 2007. Coproductora de DD & Duskon. 
1995 - 2007. Dramaturga de 10&10 Danza.

## Estudios realizados
2004. Diploma de estudios avanzados. Tesina Las Falsas Confidencias de Marivaux, traducción, notas y análisis crítico. (Universidad Carlos III de Madrid).
1992 – 1996. Licenciada en Dirección por la Real Escuela Superior de Arte Dramático de Madrid.
Estudios de canto con Inés Ribadeneira. 
1991. Curso de Dirección en la Real Escuela Superior de Arte Dramático de Madrid.
1988 – 1990. Cursos de Teatro Clásico con la Compañía Nacional de Teatro Clásico. 
Expresión corporal en la Escuela de Marta Schinca. 
1985 – 1988. Licenciada en Interpretación por la Real Escuela Superior de Arte Dramático de Madrid.

## Premios
2022. Premio Lorenzo Luzuriaga  Festival de Almagro", Almagro.
2022. Premio Teatro en la XXIX Premios Nacionales de Cultura Viva".
2020. Rango de "Chevalier de l'ordre des Arts et des Lettres", Orden ministerial de la República Francesa.
2017. Ingresa en la Orden Civil de Alfonso X el Sabio. Categoría: Encomienda
2013 Medalla del CELCIT.
2006. Premio Chivas 06 a la mejor dirección novel por El invierno bajo la mesa. 
1996. Premio Ojo Crítico como actriz por La discreta enamorada. 
1996. Premio Ágora (Almagro) actriz revelación por La discreta enamorada.